# Clotari II
Clotari II (Chlothachar) (maig del 584-Chelles, 18 d'octubre del 629), dit el Gran (le Grand) o el Jove (le Jeune), va ser rei merovingi de Nèustria i, des del 613 fins a la seva mort, rei de tots els francs.

## Biografia
Fill de Khilperic I i de la seva tercera esposa Feregunda, Clotari encara no havia nascut quan el seu pare va ser assassinat el 584. Feregunda va actuar com a regent fins a la seva mort el 597, moment en què Clotari, amb tretze anys, va començar a governar pel seu compte.
Com a rei, va continuar la guerra de la seva mare amb la reina regent d'Austràsia Bruniquilda, d'origen visigot i germana de la segona esposa de Khilperic que havia estat assassinada, segons els rumors, per la instigació de Feregunda. L'any 600 perdé una important batalla a Dormelles contra els seus cosins Teodoric II de Borgonya i Teodebert II d'Austràsia. Tornà a ser derrotat a Étampes (604), i perdé la regió que rebé el nom de Dentelin.
Els dos germans, però, van entrar en guerra entre ells. Després de la mort del rei Teodebert el 612 i del rei Teodoric II el 613, la noblesa austrasiana va convidar el rei Clotari a liderar una revolta contra la reina Bruniquilda, que havia tornat a prendre la regència en nom del seu besnet Sigebert II.
Els exèrcits de Clotari es van enfrontar amb els de Bruniquilda i Sigebert a Aisne, on encara més nobles van desertar la vella reina que es va veure obligada a fugir. Els homes de Clotari els van capturar a la riba del llac Neuchâtel. Sigebert fou executat, i l'anciana Bruniquilda fou torturada durant tres dies sencers al poltre abans de morir lligada a la cua d'un cavall desbocat.
Així, el 613, Clotari passava a ser reconegut com a rei únic dels francs; el primer monarca de tots els francs des de Clotari I feia més de quaranta anys. El 615 va emetre l'Edicte de París, una mena de constitució que reservava determinats drets per la noblesa franca i excloïa els jueus dels càrrecs públics. El 617 va convertir el càrrec de Majordom de Palau en vitalici. A la pràctica aquests canvis donaven molt poder a la noblesa, i el poder legislatiu del rei quedava limitat.
L'any 623 va escoltar les demandes d'un rei propi de la noblesa austrasiana i va fer coronar el seu fill Dagobert com a rei d'Austràsia. D'aquesta manera, la unitat franca tornava a dissoldre's i els nobles austrasians recuperaven la seva autonomia.
Clotari II morí l'any 629 després de 45 anys al tron, el monarca merovingi que més anys va regnar. Durant el seu regne la corona va perdre gran part del seu poder, preparant el camí per l'arribada dels "reis mandrosos" i l'ascens dels majordoms de palau.

## Família

### Avantpassats

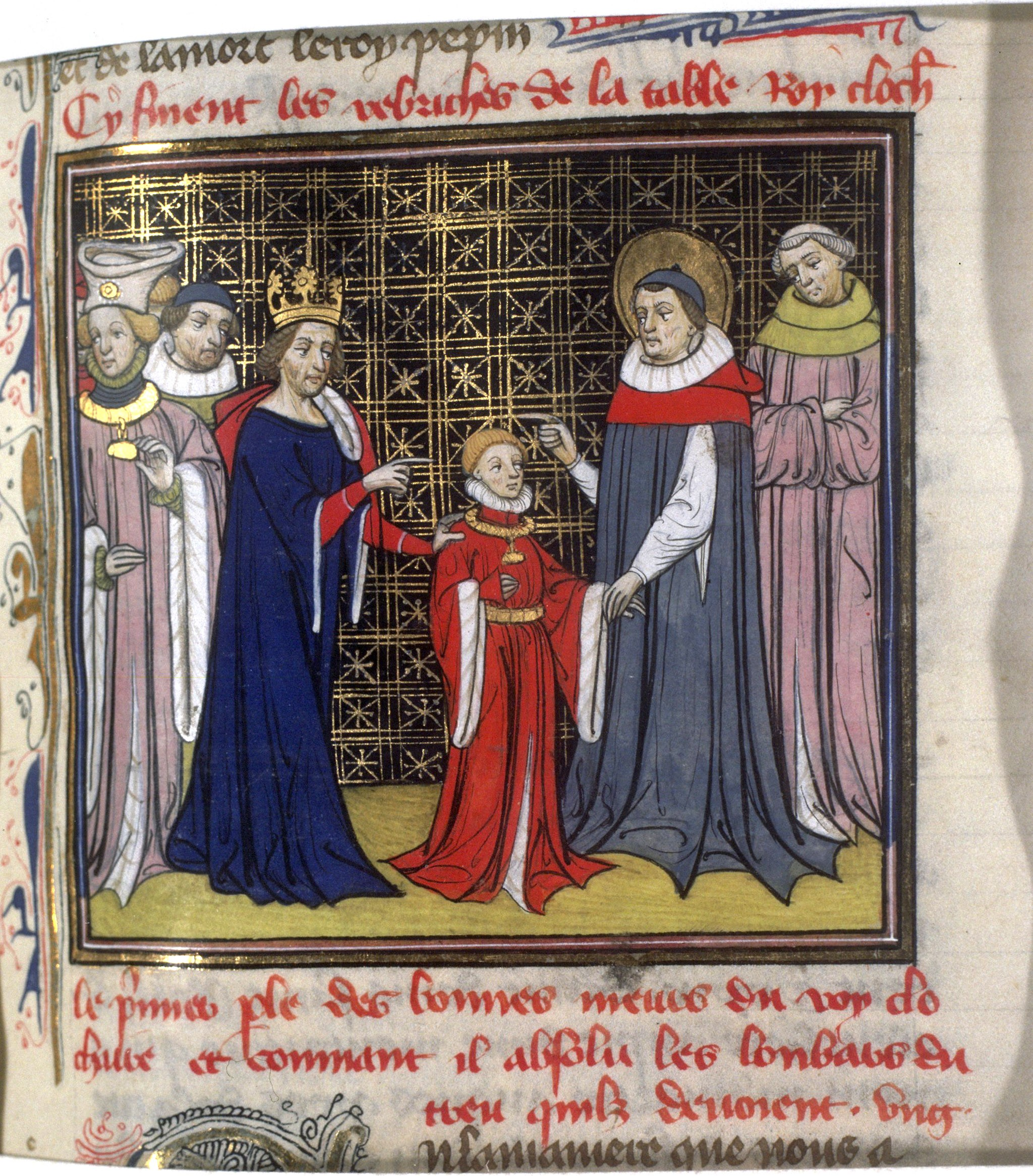
Clotari II presentant el seu fill Dagobert al bisbe Sant Arnulf de Metz

|  |                                 |  |  |  |  |  |  |  |  |  |  |  |  |  |  |  |
|  | 8. Clodoveu I, rei dels francs  |  |  |  |  |  |  |  |  |  |  |  |  |  |  |  |
|  |                                 |  |  |  |  |  |  |  |  |  |  |  |  |  |  |  |
|  |                                 |  |  |  |  |  |  |  |  |  |  |  |  |  |  |  |
|  | 4. Clotari I, rei dels francs   |  |  |  |  |  |  |  |  |  |  |  |  |  |  |  |
|  |                                 |  |  |  |  |  |  |  |  |  |  |  |  |  |  |  |
|  |                                 |  |  |  |  |  |  |  |  |  |  |  |  |  |  |  |
|  | 9. Santa Clotilde               |  |  |  |  |  |  |  |  |  |  |  |  |  |  |  |
|  |                                 |  |  |  |  |  |  |  |  |  |  |  |  |  |  |  |
|  |                                 |  |  |  |  |  |  |  |  |  |  |  |  |  |  |  |
|  | 2. Khilperic I, rei de Nèustria |  |  |  |  |  |  |  |  |  |  |  |  |  |  |  |
|  |                                 |  |  |  |  |  |  |  |  |  |  |  |  |  |  |  |
|  |                                 |  |  |  |  |  |  |  |  |  |  |  |  |  |  |  |
|  | 5. Aragunda                     |  |  |  |  |  |  |  |  |  |  |  |  |  |  |  |
|  |                                 |  |  |  |  |  |  |  |  |  |  |  |  |  |  |  |
|  |                                 |  |  |  |  |  |  |  |  |  |  |  |  |  |  |  |
|  | 1. Clotari II, rei dels francs  |  |  |  |  |  |  |  |  |  |  |  |  |  |  |  |
|  |                                 |  |  |  |  |  |  |  |  |  |  |  |  |  |  |  |
|  |                                 |  |  |  |  |  |  |  |  |  |  |  |  |  |  |  |
|  | 3. Feregunda                    |  |  |  |  |  |  |  |  |  |  |  |  |  |  |  |
|  |                                 |  |  |  |  |  |  |  |  |  |  |  |  |  |  |  |
|  |                                 |  |  |  |  |  |  |  |  |  |  |  |  |  |  |  |

### Núpcies i descendents
- Primeres núpcies: Haldetrude (vers 575-604)
  - Meroveu (?-vers 604): fou enviat a combatre el majordom de Borgonya, i fou capturat i probablement executat.
  - Emma: casada l'any 618 amb Eadbald, rei de Kent.
- Segones núpcies: Bertruda, filla d'un patrici borgonyès.
  - Dagobert I (vers 611-639), rei dels francs.
- Terceres núpcies: Sikhilde
  - Caribert II (vers 608-632), rei d'Aquitània.